# سارية العاصمة الإدارية
سارية العاصمة الإدارية هي أكبر سارية علم تقع في العاصمة الإدارية، مصر.يبلغ ارتفاعها 207.8 متراً. تم رفع العلم على السارية في 27 ديسمبر 2021.

## التصميم
تقع السارية في ساحة الشعب وتتضمن مدرجات تسع 1300 فرد، تتكون السارية من 10 وصلات بجانب وصلة متحركة مسئولة عن تحريك العلم، ووزن السارى 1040 طن حديد والعلم طوله 60 مترا × 40 مترا.

## انظر ايضاً
- سارية جدة ثاني أطول سارية في العالم.